# Титикит (Масачусетс)
Титикит (енгл. Teaticket) насељено је место без административног статуса у америчкој савезној држави Масачусетс.

## Демографија
По попису из 2010. године број становника је 1.692, што је 215 (-11,3%) становника мање него 2000. године.
| Група             | 2000.         | 2010.         |
| Белци             | 1.780 (93,3%) | 1.578 (93,3%) |
| Афроамериканци    | 19 (1,0%)     | 20 (1,2%)     |
| Азијати           | 26 (1,4%)     | 15 (0,9%)     |
| Хиспаноамериканци | 23 (1,2%)     | 22 (1,3%)     |
| Укупно            | 1.907         | 1.692         |